# Domici Florus
Domici Florus (en llatí: Domitius Florus) va ser un senador romà de començaments del segle iii.
Va ser nomenat edil pel senat, però no va exercir el càrrec perquè, sota la influència de Plaucià, fou expel·lit del senat (any 204/205). Anys més tard, fou restaurat com a senador, a l'inici del regnat de Macrí, que el va nomenar tribú de la plebs.
En una inscripció funerària trobada a Roma s'esmenten dos Lucis Domicis Florus, avi i net.